# Song Min-kyu
Song Min-kyu (송민규?; Yongin, 25 agosto 1990) è un tennista sudcoreano.
Specialista del doppio, ha vinto alcuni titoli nell'ATP Challenger Tour e il suo miglior ranking ATP è stato il 113º posto nel marzo 2020. Ha disputato alcuni tornei del circuito maggiore senza mai superare il secondo turno. Dal 2020 gioca quasi esclusivamente in doppio. Ha esordito nella squadra sudcoreana di Coppa Davis nel 2016.

## Statistiche
Aggiornate al 23 luglio 2023.

### Tornei minori

#### Singolare

##### Vittorie (3)
| Legenda tornei minori           |
| Challenger (0)                  |
| ITF Men's World Tennis Tour (3) |

##### Sconfitte in finale (2)
| Legenda tornei minori           |
| Challenger (0)                  |
| ITF Men's World Tennis Tour (2) |

#### Doppio

##### Vittorie (30)
| Legenda tornei minori            |
| Challenger (7)                   |
| ITF Men's World Tennis Tour (23) |

| N. | Data              | Torneo                                  | Superficie      | Compagno     | Avversari in finale                 | Punteggio         |
| 1. | 19 agosto 2018    | Gwangju Open, Gwangju                   | Cemento         | Nam Ji-sung  | Benjamin Lock Rubin Statham         | 5-7, 6-3, [10-5]  |
| 2. | 11 agosto 2019    | Yokkaichi Challenger, Yokkaichi         | Cemento         | Nam Ji-sung  | Gong Maoxin Zhang Ze                | 6-3, 3-6, [14-12] |
| 3. | 1º settembre 2019 | International Challenger Baotou, Baotou | Terra rossa (i) | Nam Ji-sung  | Tejmuraz Gabašvili Sasikumar Mukund | 7–6(3), 6-2       |
| 4. | 22 luglio 2022    | President's Cup, Nur Sultan             | Cemento         | Nam Ji-sung  | Andrew Paulson David Poljak         | 6-2, 3-6, [10-6]  |
| 5. | 21 gennaio 2023   | Nonthaburi Challenger 3, Nonthaburi     | Cemento         | Nam Ji-sung  | Jan Choinski Stuart Parker          | 6-4, 6-4          |
| 6. | 22 luglio 2023    | Open Ciudad de Pozoblanco, Pozoblanco   | Cemento         | Nam Ji-sung  | Luke Johnson Benjamin Lock          | 2–6, 6–4, [10–8]  |
| 7. | 20 aprile 2024    | Gwangju Open, Gwangju                   | Cemento         | Lee Jea-moon | Cui Jie Lee Duck-hee                | 1–6, 6–1, [10–3]  |

##### Sconfitte in finale (7)
| Legenda tornei minori           |
| Challenger (7)                  |
| ITF Men's World Tennis Tour (5) |

| N. | Data             | Torneo                              | Superficie | Compagno    | Avversari in finale                   | Punteggio            |
| 1. | 10 maggio 2015   | Busan Open, Pusan                   | Cemento    | Nam Ji-sung | Sanchai Ratiwatana Sonchat Ratiwatana | 6(2)–7, 6-3, [7-10]  |
| 2. | 19 maggio 2019   | Gwangju Open, Gwangju               | Cemento    | Nam Ji-sung | Hsieh Cheng-peng Christopher Rungkat  | 3-6, 6-3, [6-10]     |
| 3. | 4 agosto 2019    | Chengdu Challenger, Chengdu         | Cemento    | Nam Ji-sung | Arjun Kadhe Saketh Myneni             | 3-6, 6-0, [6-10]     |
| 4. | 8 settembre 2019 | Jinan International Open, Jinan     | Cemento    | Nam Ji-sung | Matthew Ebden Divij Sharan            | 6(4)–7, 7-5, [3-10]  |
| 5. | 27 ottobre 2019  | Liuzhou Open, Liuzhou               | Cemento    | Nam Ji-sung | Michail Elgin Denis Istomin           | 6-3, 4-6, [6-10]     |
| 6. | 27 agosto 2022   | Nonthaburi Challenger I, Nonthaburi | Cemento    | Nam Ji-sung | Alibek Kachmazov Evgenij Donskoj      | 3-6, 6-1, [7-10]     |
| 7. | 23 ottobre 2022  | Busan Open Challenger, Busan        | Cemento    | Nam Ji-sung | Marc Polmans Max Purcell              | 7–6(5), 2-6, [10-12] |